# モハナド・アリ
モハナド・アリ・カディム・アル＝シャマーリ（アラビア語: مهند علي كاظم الشمري、Mohanad Ali Kadhim Al-Shammari、2000年6月20日 - ）は、イラク・バグダード出身のサッカー選手。アリス・テッサロニキFC所属。イラク代表。ポジションはFW。

## 経歴
2013年からイラクのアル・ショルタSCユースに所属し、2014年に13歳と279日の若さでトップチームにデビュー。

## 代表歴
イラク代表として各世代別代表でプレーし、AFCアジアカップ2019にも選出された。

## 所属クラブ
- アル・ショルタSC 2014-2019

→ アル・カフラバーSC 2016-2017 (loan)
- アル・ドゥハイルSC 2019-

→ ポルティモネンセSC 2020 (loan)
→ アル・スィーリーヤSC 2020-2021 (loan)
→ アリス・テッサロニキ 2021- (loan)